# Chiara Ohoven

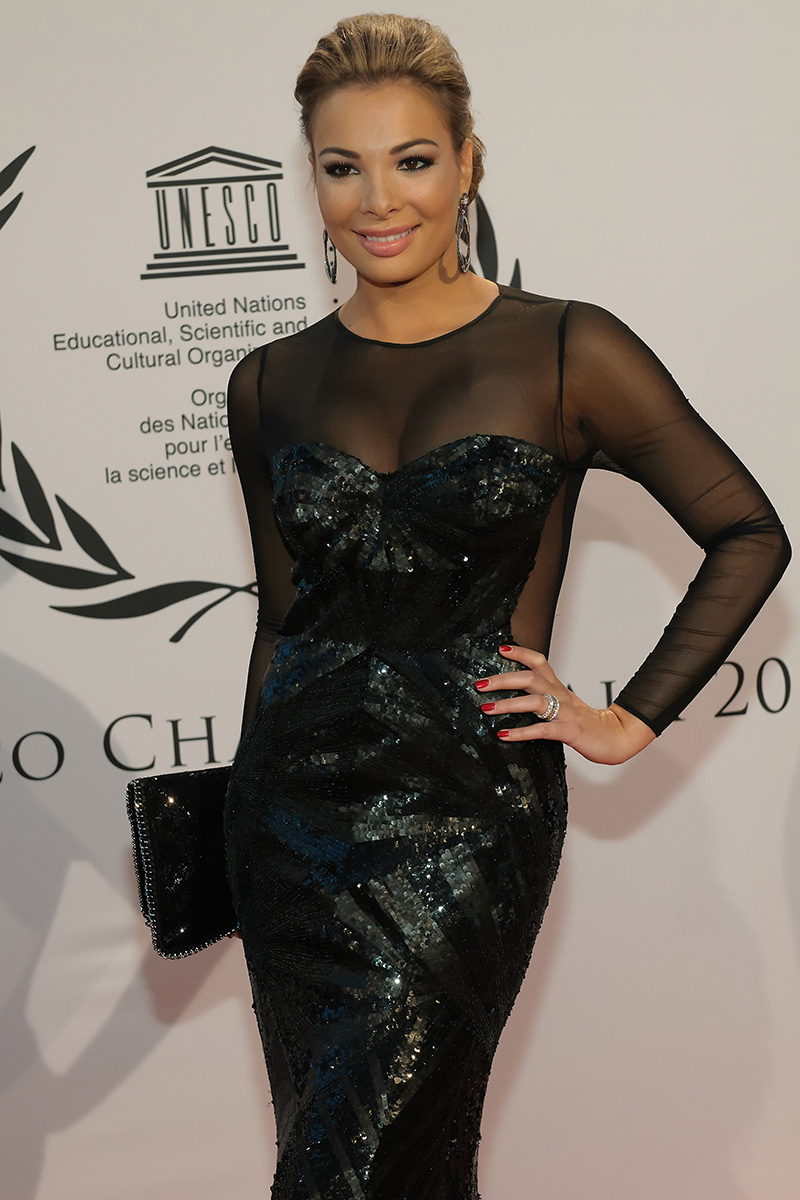
Chiara Ohoven (2012)

Chiara Henriette Madeleine Bernadette Margrete Ohoven (* 18. März 1985 in Düsseldorf) ist eine deutsche TV-Persönlichkeit. Durch Status und Prominenz ihrer Eltern Mario und Ute-Henriette Ohoven wurde sie als It-Girl und Society-Tochter bekannt und vor allem in den Boulevard-Medien rezipiert.

## Leben
Chiara Ohoven wurde 1985 als Tochter des Anlageberaters und späteren BVMW-Präsidenten Mario Ohoven und der UNESCO-Botschafterin Ute-Henriette Ohoven geboren. Sie besuchte eine Waldorfschule und danach für drei Jahre das Internat Institut auf dem Rosenberg im schweizerischen St. Gallen, das sie mit dem amerikanischen High School Diploma abschloss. 2004 nahm sie ein Modedesignstudium im Fachbereich Textil- und Bekleidungstechnik der Hochschule Niederrhein in Krefeld auf, das sie 2009 abschloss.
Im Jahre 2002 hatte Ohoven in dem unter anderem von ihrem Vater und ihrem Bruder Michael Ohoven produzierten Thriller Liberty Stands Still eine kleine Nebenrolle. Sie unterstützt ihre Mutter bei der Organisation deren Wohltätigkeits-Veranstaltungen; zusätzlich trat sie mehrfach im Fernsehen auf, so als Talkgast bei Menschen bei Maischberger, Johannes B. Kerner, Menschen der Woche oder dem Kölner Treff. Bei The Dome war sie ebenso zu Gast, als Co-Moderatorin war sie 2005 in der deutschen Ausgabe von Top of the Pops zu sehen.
Im August 2005 übernahm Ohoven zwei Wochen lang in Urlaubsvertretung von Christiane Hoffmann die Klatsch-Kolumne in der Bild. 2006 wurde sie zusammen mit ihrer Mutter von einer Jury aus Boulevard-Journalisten zum Promi des Jahres gewählt. Sie war von 2009 bis 2010 Redakteurin beim Fashion und Lifestyle Magazin InStyle. 2010 moderierte sie eine Folge der Sendung Red! Stars, Lifestyle & More aus Los Angeles. Von 2013 bis 2020 betätigte sich Chiara Ohoven beruflich als Artdirectorin der Zeitschrift Der Mittelstand., der Mitgliederzeitschrift des von ihrem Vater geführten Bundesverbandes mittelständische Wirtschaft. 2015 nahm sie zusammen mit ihrer Mutter an der VOX-Fernsehsendung Das perfekte Promi-Dinner teil. 2017 nahm sie als Kandidatin an der 10. Staffel der Tanzshow Let’s Dance teil und tanzte mit Vadim Garbuzov; das Paar schied in der 2. Runde aus.

## Rezeption
Aufmerksamkeit erlangte Ohoven erstmals 2002, als sie sich siebzehnjährig augenscheinlich ihre Lippen hatte „aufspritzen“ lassen. Da sie den Eingriff aber in einem Kurzinterview der Sendung Exclusiv – Das Starmagazin dementierte, folgte eine Reihe von Parodien von Stefan Raab in seiner Sendung TV total und von Carolin Kebekus bei Schmidt & Pocher. Im Jahr 2005 nahm Ohoven ihr voriges Dementi zurück und sprach rückblickend von einem Fehler. In der Talkshow von Johannes B. Kerner berichtete sie davon, sich ihre Lippen mehrmals eigenhändig mit Hyaluronsäure weiter aufgespritzt zu haben, weil sie mit dem vorigen Ergebnis des Chirurgen nicht zufrieden gewesen sei. Während der kurzzeitigen Übernahme der Bild-Klatschkolumne durch Ohoven im Sommer 2002 trug die Rubrik den selbstironischen Titel „Chiara Ohoven – Ich riskier ’ne dicke Lippe“.
Im Jahr 2009 befasste sich der ästhetische Chirurg Werner Mang in seinem Buch Verlogene Schönheit mit ihr und fragte: „Warum macht sie sowas? Und warum macht sie sich damit zum Gespött der Gesellschaft?“ Die Autorin Katja Kullmann befand in der feministischen Zeitschrift Emma: „Armes Blondie. Ein Leben lang wird Chiara O. das Mädchen mit der dicken Lippe bleiben, gleich welche Charity-Leistungen sie noch erbringen mag. Eindringlich hat sich mit ihr das Zerrbild künstlicher Körper-Gestaltung ins öffentliche Bewusstsein eingegraben, als Karikatur einer verzweifelt überhöhten F***-mich-Ästhetik.“
Im Laufe der Jahre wurde Chiara Ohoven zum Symbol der übermäßig vergrößerten Lippen. Zahlreiche Artikel in Zeitschriften und Bücher der Unterhaltungsliteratur erwähnten sie. Dabei fielen Worte wie Duffy Duck oder Schlauchbootlippen, wobei sie weiterhin als It-Girl oder „deutsche Paris Hilton“ bezeichnet wurde. In einem späteren Doppel-Interview mit ihrer Mutter von 2012 erwiderte Ohoven selbst, wohl bis ins hohe Alter vom „Thema Oberlippe“ verfolgt zu werden, das sie als einen Fehler und ihre Mutter als den „wohl größte[n] Ausrutscher in ihrem Leben“ bezeichnete.

## Privates

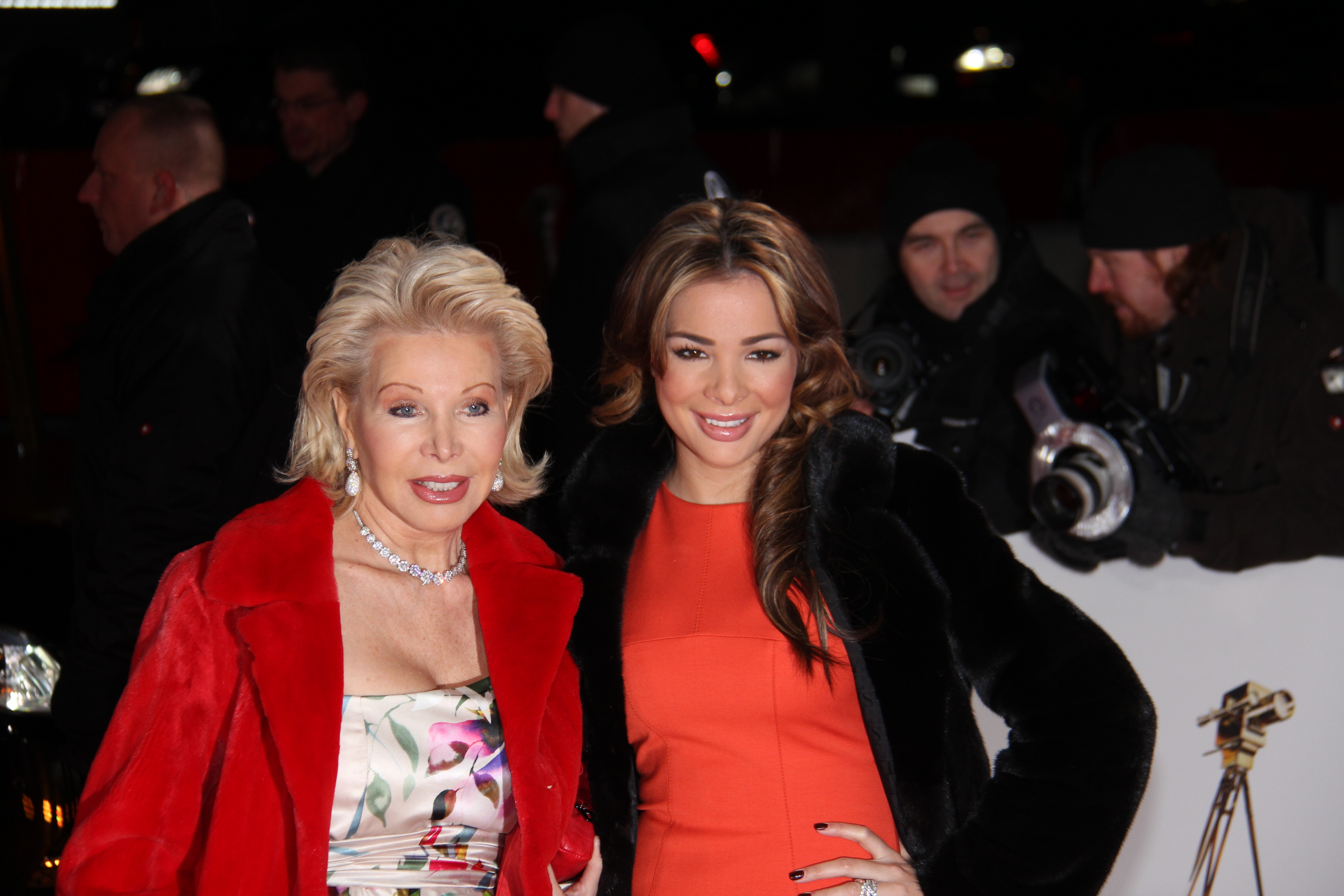
Chiara Ohoven mit ihrer Mutter bei der Goldenen Kamera (2012)

Chiara Ohoven betont eine enge Bindung zu ihrer Mutter sowie dem katholischen Glauben. Von 2004 bis 2011 führte sie eine Beziehung mit Patrick Poprawski. Ab 2010 waren die beiden verlobt, trennten sich jedoch aufgrund der Entfernung zwischen ihren Wohnorten Düsseldorf und Zürich. Von 2014 bis 2016 war Ohoven mit dem Madrider Unternehmer und Rüstungsexperten Hermann Ranninger verlobt. Ohoven wohnt in Düsseldorf und im spanischen Marbella.